# Armand Philippon

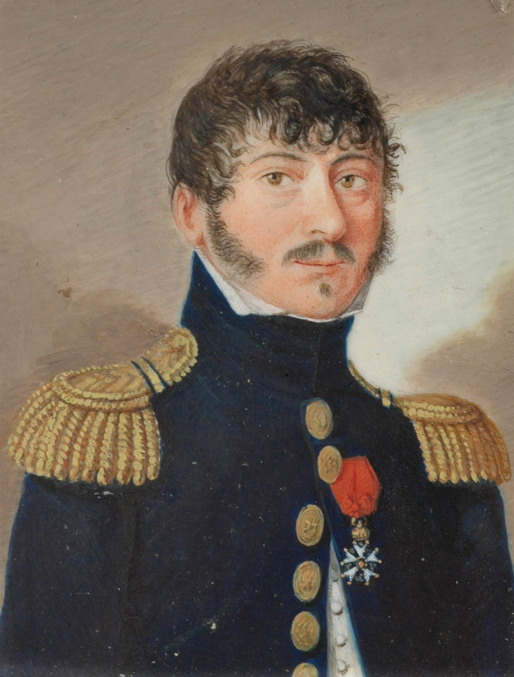
Armand Philippon

Armand Philippon, gelegentlich Armand Phillipon (* 27. August 1761 in Rouen; † 4. Mai 1836 in Paris) war ein französischer Général de division. 

## Leben
Mit 17 Jahren trat Philippon am 15. April 1778 in die Armee ein und konnte sich schon bald durch Tapferkeit auszeichnen. 1792/93 diente er unter dem Befehl der Generäle Joseph Servan und Léonard Muller in der Armée du Nord; später wechselte er in den Stab von General Jeannot de Moncey.
Während der napoleonischen Kriege auf der iberischen Halbinsel wurde Philippon zum Général de division befördert. Unter dem Oberbefehl von Marschall Nicolas Soult kämpfte Philippon in der Schlacht am Gévora (19. Februar 1811) und bei Badajoz.
Seiner Tapferkeit wegen ernannte ihn Napoleon am 11. März 1811 zum Gouverneur dieser Stadt. Während der Belagerung von Badajoz (16. März bis 6. April 1812) zeichnete er sich wiederum aus, musste sich aber nach dem Fall der Stadt zusammen mit seinem Stab General William Carr Beresfords Truppen ergeben. Als Gefangener wurde er erst nach Lissabon gebracht und später schickte man ihn nach England. In Oswestry (Shropshire) wurde ihm eine seinem Rang entsprechende Residenz zugewiesen. Gegen sein Ehrenwort durfte er sich ziemlich frei bewegen; dieses Versprechen brach er und konnte im Juli 1812 mit Hilfe von Schmugglern nach Frankreich zurückkehren.
Im August 1812 konnte sich Philippon wieder der Grande Armée anschließen und kämpfte u. a. zusammen mit den Generälen Laurent de Gouvion Saint-Cyr und Dominique Vandamme in Böhmen. In der Schlacht bei Kulm (29./30. August 1813) wurde Philippon verwundet und geriet in Gefangenschaft.
Während der Restauration kehrte er wieder nach Frankreich zurück und schloss sich nun König Ludwig XVIII. an. Mit Wirkung vom 15. Januar 1814 verließ er die Armee und zog sich ins Privatleben zurück. Im Alter von über 74 Jahren starb Armand Philippon am 4. Mai 1836 in Paris und fand dort auch seine letzte Ruhestätte.

## Ehrungen
- 14. Juni 1804 Offizier der Ehrenlegion
- 11. Juli 1810 baron de l’émpire
- 1814 Ordre royal et militaire de Saint-Louis
- sein Name findet sich am westlichen Pfeiler (37. Spalte) des Triumphbogens am Place Charles-de-Gaulle (Paris).